# Флаг поселения Щаповское
Флаг внутригородского муниципального образования поселение Щаповское в городе Москве — опознавательно-правовой знак, служащий официальным символом муниципального образования.
Флаг утверждён 12 августа 2010 года как флаг сельского поселения Щаповское Подольского муниципального района Московской области (с 1 июля 2012 года — внутригородское муниципальное образование поселение Щаповское в городе Москве) и 17 декабря 2010 года внесён в Государственный геральдический регистр Российской Федерации с присвоением регистрационного номера 6486.

## Описание
«Прямоугольное двухстороннее красное полотнище с отношением ширины к длине 2:3, несущее вдоль нижнего края две неравных полосы, изогнутых в виде остроконечных волн — вверху белую, шириной в 1/20 ширины полотнища, внизу голубую, габаритной шириной в 1/6 ширины полотнища. Посередине основной части полотнища расположена жёлтая композиция в виде солнца в липовом венке».

## Обоснование символики
Флаг разработан на основе герба сельского поселения Щаповское, который языком символов и аллегорий символизирует природные, культурные и исторические особенности сельского поселения Щаповское.
Символика фигур флага многозначна:
— Щапово выросло из старинной усадьбы боярского рода Морозовых. В настоящее время усадьба является одним из памятников архитектуры Подмосковья. Здесь сохранились церковь, усадебный дом, ряд построек, липовый парк. Золотые липовые ветви, уложенные в венок и дополненные солнцем, символизируют культурное прошлое Щапово — усадьбы в России всегда были центром культурно-просветительской деятельности.
Солнце — символ света и просвещения, энергии и активности.
— Липовые ветви символизируют не только щаповскую природу, но и являются аллегорией сельского общества как социально-экономической основы развития муниципального образования.
Символику природы дополняет голубая волнистая полоса — символизирующая водные ресурсы муниципального образования — пруды, озера, реки.
Известность Щаповской земле также принесли искусные мастерицы — местные кружева в XVIII—XIX веках ценились настолько, что были редкостью даже в столичных магазинах. Почти целиком эти великолепные кружева расходились по бельевым мастерским Москвы. Исключительно многопарное кружево с цветочными рисунками на тюлевом фоне было очень красиво. Серебристые волны — кружевные края символизирует исторический промысел и аллегорически указывает на название самого поселения — согласно словарю русского языка В. И. Даля в старину словом «щап» называли щёголя и франта уделявшего много внимания роскоши своей одежды.
Жёлтый цвет (золото) — символ урожая и плодородия, энергии, богатства, стабильности и уважения.
Белый цвет (серебро) — символ чистоты, совершенства, мира и взаимопонимания.
Красный цвет — символ мужества, силы, труда, красоты и праздника.
Голубой цвет — символ чести, благородства, духовности.